# モスタルダ

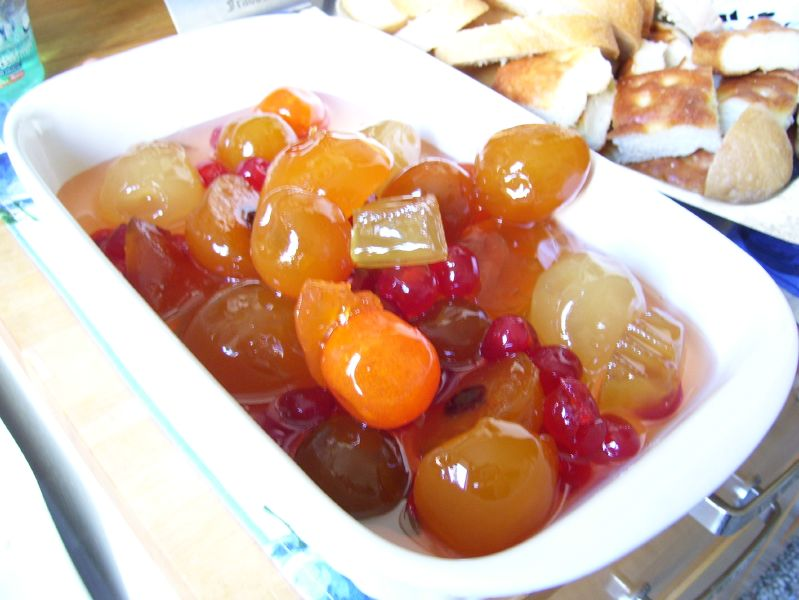
モスタルダ

モスタルダ（Mostarda）は、イタリアロンバルディア州クレモナ生まれの、果物をマスタード風味のシロップにつけた食べ物である。

## 概要
マントヴァをはじめとする北イタリアでよく食べられる伝統的な保存食。甘いフルーツのシロップ漬けながら、ピリッと舌を刺激するマスタード風味が特徴で、蒸しブタ料理（ボッリートミスト）やプロシュット、チーズと合わせて食べるのが一般的。
またこのほかに、ピエモンテ州特産のクニャ[Cugnà]（ピエモンテ語 コニャ [Cognà]）とよばれる、ブドウ、洋ナシ、イチジクやナッツを煮込んでつくった、加糖をせず、辛みのないタイプもある。

## 歴史
モスタルダの起源は14世紀といわれ、今のロンバルディア州マントヴァ県の領主、ゴンザーガファミリーの公文書にすでに記されていて、当時はかなり高級であった。「モスタルダ（mostarda）」の語源はラテン語の「ムストゥム・アルデンス（Mustum Ardens）」で、意味は「熱い、スパイシー（Ardens）、果汁（Mustum）」からといわれている。後に、この「ムストゥム（Mustum）」が「モスタルダ（Mostarda）」になったという説が有力。

## 材料
- 果実
- 野菜
- マスタード
- 砂糖（シロップ）
- ナッツ

## 種類
- モスタルダ・ディ・クレモナ（Mostarda di Cremona）
- モスタルダ・ディ・マントヴァ（Mostarda di Mantova）
- モスタルダ・ヴェネタ（Mostarda Veneta）
- モスタルダ・クニャ（Mostarda Cugnà）

## 参照
- モスタルダとは / Mostarda is... - プリマヴェーダ ニュース
- ～モスタルダとは？～